# هنري ستيفنسون
هنري ستيفنسون (بالإنجليزية: Henry Stephenson)‏ هو سياسي أسترالي، ولد في 24 أكتوبر 1862 في أستراليا، وتوفي في 28 ديسمبر 1930 في أستراليا. حزبياً، نشط في Nationalist Party (Australia) ‏.